# Caso Joana Cipriano
O caso Joana Cipriano refere-se ao desaparecimento da menina portuguesa Joana Cipriano, de oito anos, na localidade da Figueira, no concelho de Portimão, distrito de Faro, no Algarve, sul de Portugal, em 12 de setembro de 2004. A investigação criminal foi totalmente inconclusiva, mas apontou a mãe e um irmão desta, tio da criança, como implicados no seu desaparecimento e na alegada morte da menina, embora o seu corpo nunca tenha sido encontrado.
Antes desse crime, o último assassinato de uma criança na região do Algarve tinha acontecido em novembro de 1990 e envolveu uma menina britânica. Rachel Charles, de nove anos de idade, que foi sequestrada e assassinada em Albufeira. O corpo foi encontrado três dias depois. O mecânico britânico Michael Cook, um amigo da família, foi preso e condenado.

## Biografia
Joana Cipriano, de nome completo Joana Isabel Cipriano Guerreiro, filha de Leonor Maria Domingos Cipriano, nasceu no Algarve, em Portugal, a 31 de maio de 1996.
Os contornos do seu desaparecimento nunca foram bem explicados, mas alguns investigadores consideraram que foi assassinada pelo seu tio, João Manuel Domingos Cipriano, e pela sua mãe, Leonor Cipriano, a 12 de Setembro de 2004. Leonor Cipriano e João Cipriano foram condenados por um tribunal de júri a 16 anos de prisão por homicídio e ocultação do cadáver da criança.

## Investigações
O inquérito conduzido pela Polícia Judiciária encerrou com a condenação  por homicídio de Leonor Cipriano e João Cipriano, a mãe e o tio de Joana. A acusação alegou que a Joana foi morta porque viu a mãe e João Cipriano, que são irmãos, tendo sexo incestuoso. O tio terá confessado sob alegada coação da polícia, ter espancado e assassinado a criança. Ele disse que cortou o corpo da sobrinha em pedaços pequenos. Quando lhe foi perguntado se ele havia abusado sexualmente de sua sobrinha, ele disse: "Eu não lhe fiz mal, só a matei".
O destino do corpo de Joana nunca foi divulgado, porém João Cipriano confessou ter esquartejado o corpo de Joana. De acordo com uma referência, o corpo poderá ter sido “lançado aos porcos" numa pocilga próximo da Mexilhoeira Grande, arredores de Portimão, onde residia a família de Joana. Outra referência aponta que a investigação da Polícia Judiciária indicou que enquanto Leonor Cipriano fingia procurar a filha com o seu companheiro (Leandro) e um amigo (Carlos), João Cipriano resolveu cortar o corpo da sobrinha em pedaços, para ser mais fácil desfazer-se dele. Depois meteu-o numa arca congeladora. As partes do cadáver, incluindo os utensílios usados para esquartejar o cadáver, foram escondidas num carro de sucata e levadas para Espanha, onde o veículo foi queimado e compactado.

## Controvérsias

### As acusações de má conduta da polícia
O processo das alegadas agressões a Leonor Cipriano por inspetores da PJ  está relacionado com o denominado "caso Joana", que remonta a 12 de setembro de 2004, dia em que a menina, de oito anos, desapareceu da aldeia de Figueira, Portimão, no Algarve. As acusações do Ministério Público contra cinco inspetores e ex-inspetores da Judiciária surgiram na sequência dos interrogatórios na PJ de Faro em 2004, altura em que Leonor terá aparecido com lesões na cara e no corpo no Estabelecimento Prisional de Odemira, onde estava em prisão preventiva. Leonor nunca conseguiu reconhecer nem apontar em sede de julgamento os seus alegados agressores. O advogado dos cinco inspetores da Polícia Judiciária, António Pragal Colaço, disse na altura que "a acusação é um ato de natureza política e incompetente do ponto de vista técnico-jurídico. Isso é inquestionável". O julgamento terminou a 22 de maio de 2009, no tribunal de Faro, com a absolvição de três inspetores, de todos os crimes que estavam acusados — Leonel Marques, Paulo Pereira Cristóvão e Paulo Marques Bom e com a condenação a ano e meio de prisão, com pena suspensa, de Gonçalo Amaral por falsidade de depoimento. António Nunes Cardoso, que escreveu o relatório a dizer que Leonor Cipriano se tinha atirado pelas escadas das instalações da PJ, foi condenado a dois anos e três meses de prisão por falsificação de documento, com pena suspensa de dois anos.
Em abril de 2013, Leonor foi julgada e condenada em tribunal a sete meses de prisão por ter mentido acerca das alegadas agressões da Polícia Judiciária.

### Comparação ao desaparecimento de Madeleine McCann
Figueira dista apenas 10 quilómetros (sete milhas) da Praia da Luz, onde Madeleine McCann desapareceu em 3 de maio de 2007. Em ambos os casos, a Polícia portuguesa foi incapaz de encontrar as meninas vivas ou mortas, investigando a possibilidade de ambas as mães terem assassinado as suas filhas, sem, contudo, apresentarem provas em qualquer dos casos. Em 19 de junho de 1996, uma criança alemã de seis anos de idade, Renè Hasèe, também desapareceu da Praia da Amoreira, perto de Aljezur, ao andar alguns metros à frente de seus pais.
Um pretenso especialista em proteção à criança, Mark Williams-Thomas, acredita que o desaparecimento de Joana e Madeleine estão relacionados e comentou que o desaparecimento de duas crianças desconhecidas entre si, dentro de um período de quatro anos em um raio de sete milhas, seria uma coincidência enorme, especialmente considerando que "Portugal é um país pequeno, com muito, muito poucos sequestros [...]" (a área de Portugal é cerca de 70% da área terrestre da Inglaterra e a sua população em 2007 era cerca de 22% da população da Inglaterra). Leandro Silva, o marido da lei comum de Leonor Cipriano, comentou que "a única diferença entre os McCann e nós é que não temos dinheiro".
Em setembro de 2008, Leonor Cipriano, a mãe da menina Joana Cipriano, rejeita o seu primeiro advogado (João Grade dos Santos), e nomeia em vez para a sua representação legal o advogado Marcos Aragão Correia.